# 山王神社 (藤沢市)
山王神社（さんのうじんじゃ）は神奈川県藤沢市にある神社である。

## 祭神
- 大巳貴命（おおむなむちのみこと）

## 歴史
藤沢宿の最初の鎮守で、寛永年間（1624年 - 1644年）山王山（藤沢市本町4丁目8-50付近）に勧請された。安永年間（1772年 - 1781年）藤沢山33第諦如上人が清浄光寺の近くに移転させた。

## 境内社
- 稲荷神社

## 祭事
- 例祭　6月14日

## 交通
- 鉄道
  - 藤沢駅
- 道路
  - 神奈川県道302号小袋谷藤沢線